# Guldimund
Asger Nordtorp Pedersen, bedre kendt under sit kunstnernavn Guldimund, er en dansk singer-songwriter. Han startede sin karriere i 2016 og har udgivet to albums, Dem, Vi Plejede At Være (2021) og Jeg venter i lyset (2023).

## Diskografi
- Dem, Vi Plejede At Være (2021)
- Jeg venter i lyset (2023)